# Año jubilar lebaniego

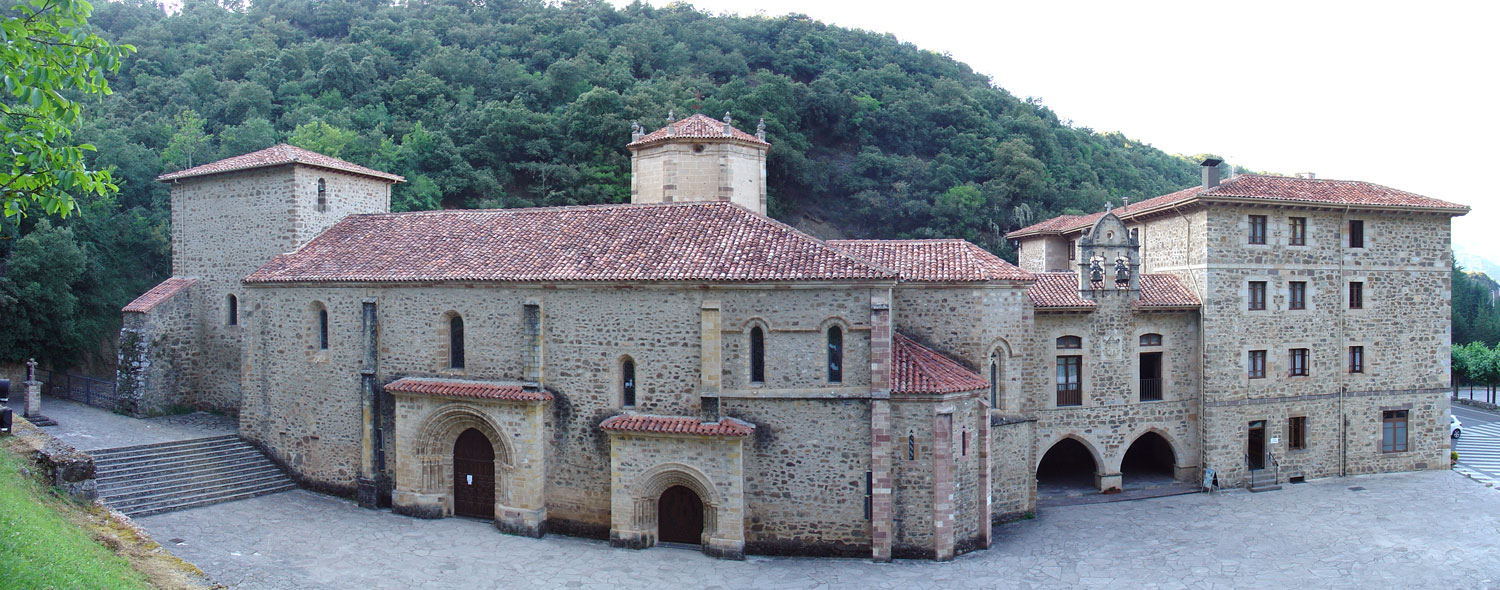
La festividad se celebra en el monasterio de Santo Toribio de Liébana

Se denomina año jubilar lebaniego o año santo lebaniego a aquel en el que el 16 de abril (festividad de santo Toribio) cae en domingo. Se celebra en el monasterio de Santo Toribio de Liébana (Cantabria, España), que junto a Jerusalén, Roma, Santiago de Compostela, Urda, Caravaca de la Cruz y Ávila[cita requerida] tiene derecho a celebrar el año santo, en su caso desde que en 1512 se lo permitiese el papa Julio II mediante bula. La razón es que el monasterio guarda el mayor trozo conocido del lingnum crucis.

Ilustración del lignum crucis de Santo Toribio de Liébana

Versión estilizada del lignum crucis, empleada como indicador del Camino Lebaniego

Los últimos años santos lebaniegos fueron en 2000, 2006, 2017 y 2023. En 2012 se celebró el 500 aniversario de la bula papal lebaniega. Con motivo de la inauguración del año jubilar lebaniego 2017, el músico Jean-Michel Jarre ofreció el espectáculo The Connection Concert junto al monasterio de Santo Toribio de Liébana, congregando a cerca de 6000 personas. El año santo de 2023 está contabilizado eclesiásticamente como el septuagésimo cuarto.
Para llegar hasta el monasterio existen cuatro rutas tradicionales, la de la costa (que discurre por Cantabria), la castellana, la asturiana y la leonesa.

## Años jubilares
Listado de años jubilares en el último siglo y en el futuro más cercano:
| Año  | Número | Espera posterior |
| ---- | ------ | ---------------- |
| 1922 | 60.º   | 11 años          |
| 1933 | 61.º   | 6 años           |
| 1939 | 62.º   | 5 años           |
| 1944 | 63.º   | 6 años           |
| 1950 | 64.º   | 11 años          |
| 1961 | 65.º   | 6 años           |
| 1967 | 66.º   | 5 años           |
| 1972 | 67.º   | 6 años           |
| 1978 | 68.º   | 11 años          |
| 1989 | 69.º   | 6 años           |
| 1995 | 70.º   | 5 años           |
| 2000 | 71.º   | 6 años           |
| 2006 | 72.º   | 11 años          |
| 2017 | 73.º   | 6 años           |
| 2023 | 74.º   | 5 años           |
| 2028 | 75.º   | 6 años           |
| 2034 | 76.º   | 11 años          |
| 2045 | 77.º   | 6 años           |
| 2051 | 78.º   | 5 años           |
| 2056 | 79.º   | 6 años           |
| 2062 | 80.º   | 11 años          |
| 2073 | 81.º   | 6 años           |
| 2079 | 82.º   | 5 años           |
| 2084 | 83.º   | 6 años           |
| 2090 | 84.º   | 12 años          |
| 2102 | 85.º   | 11 años          |
| 2113 | 86.º   | 6 años           |
| 2119 | 87.º   |                  |